# 安·吉莉恩
安·吉莉恩（英語：Ann Jillian，1950年1月29日—），女，美国演员。曾获得金球奖限定剧电视电影最佳女主角。